# Преображенка (Белгородская область)
Преображенка — село в Старооскольском городском округе Белгородской области, входящее в состав Роговатовской сельской территории. Расстояние до Старого Оскола составляет 60 км.

## История
Название села происходит от названия построенной здесь Преображенской церкви.
С июля 1928 года, как хутор Преображенский, входит в  Шаталовский район, являясь центром Преображенского сельсовета.
В декабре 1962 года Шаталовский район был упразднен, а село Преображенка вошло в состав Старооскольского района. В начале 1970-х Преображенка вошла в Роговатовский сельсовет.
В 2018 году в селе был открыт новый фельдшерско-акушерский пункт.

## Население
По данным переписей населения, в селе в 1979 году проживало 314 жителей, в 1989  - 190, в 1999 - 160 человек.
| 2002 | 2010 |
| ---- | ---- |
| 146  | ↘124 |